# Ull de la Providència

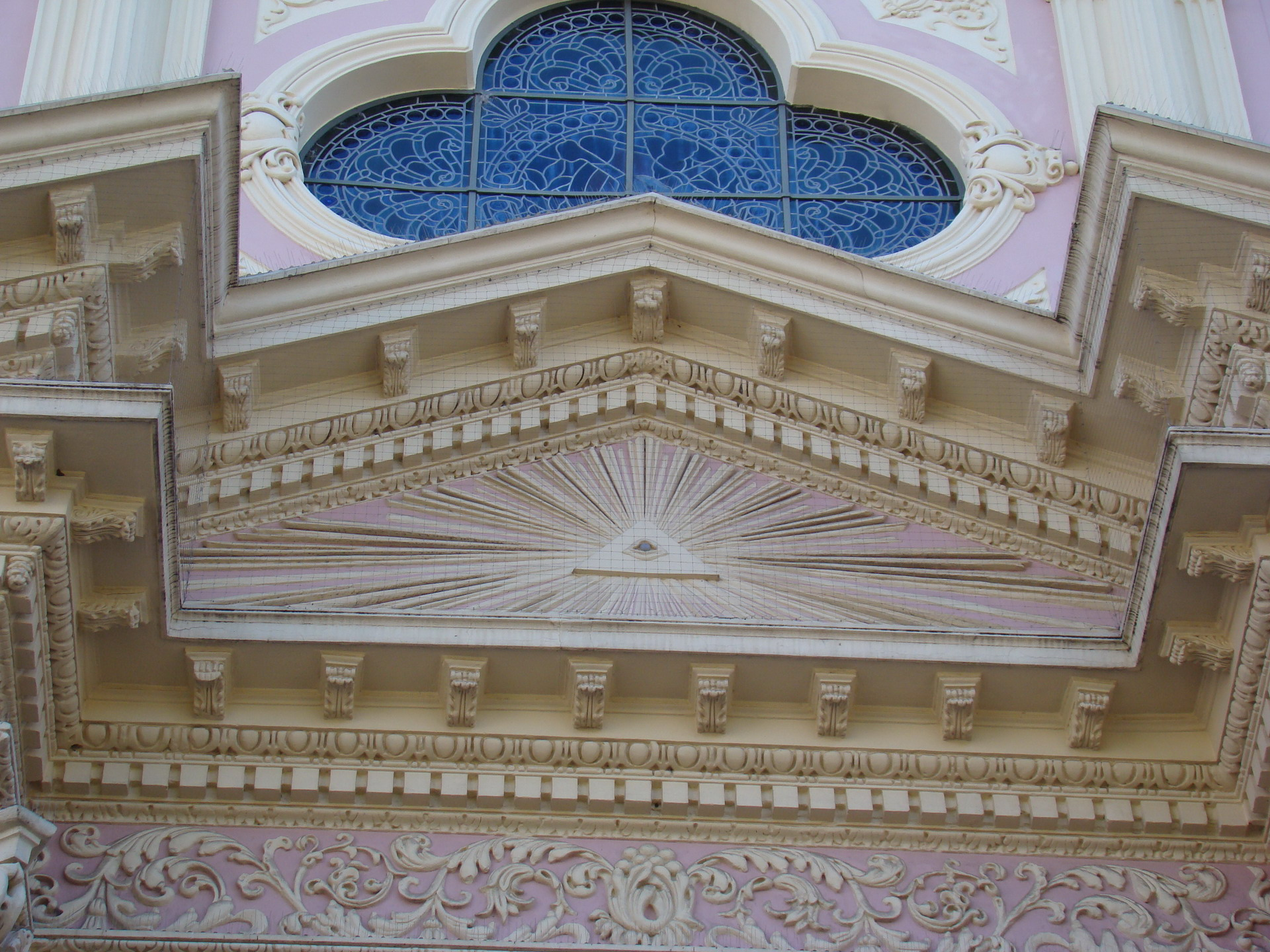
Ull de la Providència.

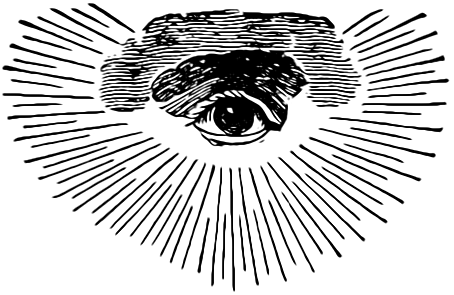
Representació maçònica de l'Ull de la Providència.

L'Ull de la Providència o Ull que tot ho veu és un símbol que mostra un ull envoltat per raigs de llum, sovint dins o damunt d'un triangle o d'una piràmide. Sol ser interpretat com la representació de l'ull de Déu observant la humanitat, però no necessàriament significa que pertanyi a Ell. És utilitzat àmpliament en la simbologia maçònica. Es troba representat al revers del Gran Segell dels Estats Units.
En la seva forma actual, el símbol va aparèixer per primera vegada durant els segles XVII i xviii, però la mitologia egípcia ja havia fet servir l'ull com a símbol d'omnisciència (Ull d'Horus). Les representacions del segle xvii el mostren de vegades envoltat de núvols. L'addició posterior d'un triangle sol ser interpretada com una referència a la Trinitat i per tant, explícitament, al Déu del cristianisme.